# Peñalba
Peñalba (aragónul Penyalba) település Spanyolországban, Huesca tartományban. Peñalba Caspe, Bujaraloz, Valfarta, Ontiñena, Candasnos és Fraga községekkel határos. Lakosainak száma 695 fő (2024).

## Népesség
A település népessége az utóbbi években az alábbiak szerint változott:
| Lakosok száma | 789  | 742  | 756  | 741  | 765  | 691  | 688  | 611  | 692  | 695  |
|               | 2001 | 2004 | 2006 | 2009 | 2011 | 2014 | 2016 | 2019 | 2021 | 2024 |